# Kara Killmer
Kara Killmer (* 14. Juni 1988 in Crowley, Texas) ist eine US-amerikanische Schauspielerin. Ihre bekannteste Rolle ist die der Rettungssanitäterin Sylvie Brett in der NBC-Fernsehserie Chicago Fire und deren Spin-Offs Chicago P.D. und Chicago Med.

## Leben
Killmer wurde in Crowley, Texas geboren. Sie studierte an der Baylor University und machte dort 2010 einen Abschluss in Darstellender Kunst. Sie ist mit dem Schauspieler Andrew Cheney verheiratet.

## Karriere
Killmer begann ihre schauspielerische Tätigkeit 2010 in der Hulu-Reality-TV-Webserie If I Can Dream, in der die verschiedenen Teilnehmer versuchten, in der Unterhaltungsbranche Fuß zu fassen.
2014 wurde Killmer für den NBC-Pilot Tin Man gecastet, wurde letztlich aber nicht für die Rolle verpflichtet.
Von 2014 bis 2024 spielte Killmer die Rettungssanitäterin Sylvie Brett in der NBC-Fernsehserie Chicago Fire, wo sie in der Auftaktfolge Harte Zeiten (Original: Always) – deutsche Erstausstrahlung: 8. April 2015 – Leslie Shay (Lauren German) als Mitglied des Rettungsteams der Wache 51 ersetzt. Den gleichen Charakter verkörpert Killmer im Spin-off Chicago P.D. seit dessen Start am 8. April 2014 in den USA. Die deutsche Erstausstrahlung begann am 13. November 2014. In dieser Rolle als Rettungssanitäterin Sylvie Brett wird Kara Killmer von Friederike Walke synchronisiert.
2015 bekam Killmer eine Hauptrolle in Der Mann hinter der Maske, einem Action-Thriller, der in der Zeit des Amerikanischen Bürgerkriegs angesiedelt ist. Die US-Premiere fand am 6. April 2015 statt.

## Filmografie
Filme
- 2012: Remnant
- 2012: Prank
- 2013: Horizon (Fernsehfilm)
- 2015: Der Mann hinter der Maske (Beyond the Mask)
- 2018: Sleeper

Fernsehserien
- 2010: If I Can Dream (32 Episoden)
- 2011: Scary Tales (Episode 1x14 The Pied Piper & Rapunzel)
- 2012: Jane by Design (Episode 1x06 Die Jane-Studie)
- 2013: Rosa the Imposer (Episode 1x02 # Equality)
- 2014–2024: Chicago Fire (Fernsehserie, 199 Folgen)
- 2014–2020: Chicago P.D. (Fernsehserie, 10 Folgen)
- 2015–2021: Chicago Med (Fernsehserie, 18 Folgen)
- 2017: Chicago Justice (Episode 1x11 AQD)
- 2017: Special Skills (Episode 1x02 Hot Tea)